# 皮亞西納灣

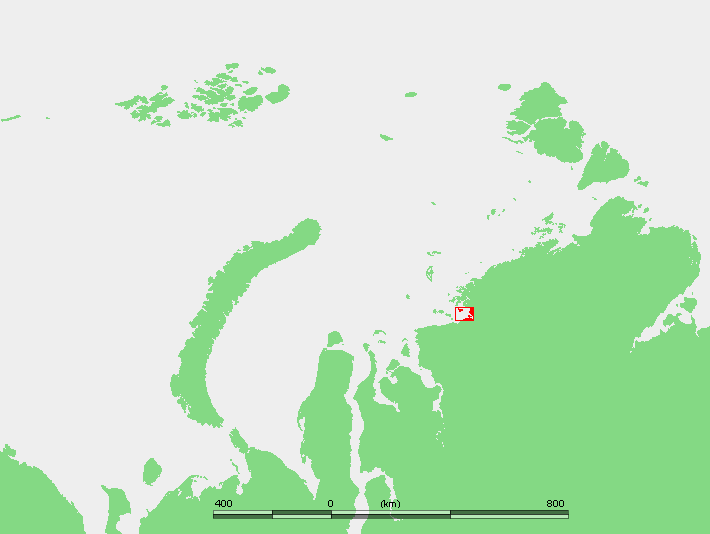
皮亞西納灣位置

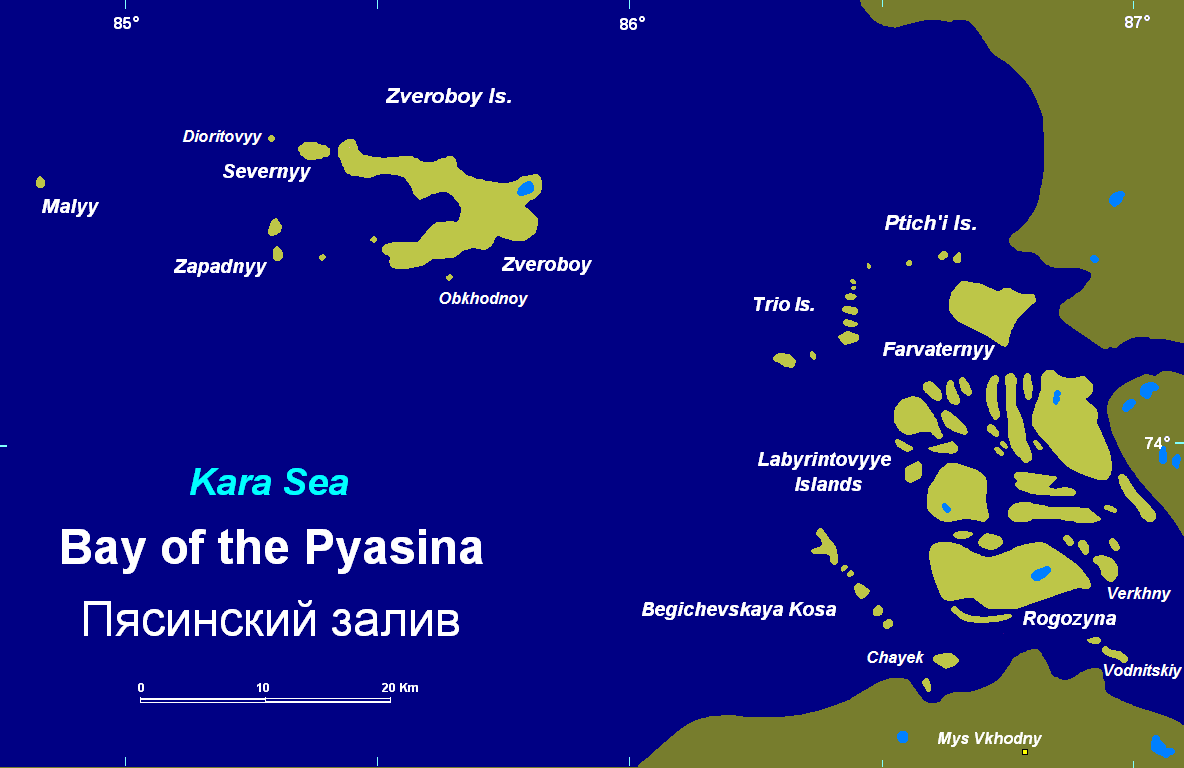
皮亞西納灣內的島嶼

皮亞西納灣（Пясинский залив）是俄羅斯的海灣，位於喀拉海皮亞西納河口，長度170公里，入口處寬度約200公里，海灣內有許多島嶼。該地區氣候惡劣，海灣一年中有九個月結冰，甚至在夏天也有浮冰。

## 外部連結
- Freight map:

74°00′N 86°00′E / 74.000°N 86.000°E